# Feigenbaumovi konstanti
Feigenbaumovi konstánti [fejgenbáumovi ~] sta v matematiki dve konstanti, imenovani po ameriškemu matematiku in fiziku Mitchellu Jayu Feigenbaumu, ki ju je odkril. Obe izražata razmerja v bifurkacijskem grafu.
Prva Feigenbaumova konstanta (OEIS A006890):
{\displaystyle \delta =4,66920\ 16091\ 02990\ 67185\ 32038\ 2\cdots }
je mejno razmerje vsakega bifurkacijskega intervala s sosednjim ali med premeri zaporednih krogov na osi Mandelbrotove množice. Feigenbaum je izvirno povezal to število na bifurkacije s podvojenimi periodami v logistični preslikavi
{\displaystyle x_{n+1}=rx_{n}(1-x_{n})\!\,,}
kjer je {\displaystyle x_{n}} število med 0 in 1, ki predstavlja populacijo v letu n, x0 začetna populacija in r pozitivno število, ki predstavlja kombinirano stopnjo reprodukcije in stradanja. Feigenbaum je pokazal tudi, da δ velja tudi za vse enorazsežne preslikave z eno izboklino. Kot posledica bo vsak kaotični sistem, ki odgovarja takšnemu opisu, prešel v bifurkacijo pri enaki stopnji. S Feigenbaumovo konstanto se lahko predvidi kdaj se bo v takšnih sistemi pojavil kaos, še preden se res pojavi. Konstanto je Feigenbaum odkril leta 1975.
Druga Feigenbaumova konstanta (OEIS A006891):
{\displaystyle \alpha =2,50290\ 78750\ 95892\ 82228\ 39028\ 73218\cdots \!\,}
je razmerje med širino osti in širino njenih podosti z izjemo osti, ki je najbližja vilični točki.
Števili se pojavljata v velikem razredu dinamičnih sistemov. Domneva se da sta obe transcendentni, kar še ni dokazano.